# Jack Cox (Fußballspieler, 1877)
John Thomas „Jack“ Cox (* 21. Dezember 1877 in Liverpool; † 11. November 1955 in Walton-on-Thames) war ein englischer Fußballspieler und -trainer. Ende des 19. und Anfang des 20. Jahrhunderts spielte er für den FC Blackpool und den FC Liverpool und wurde zweimal englischer Meister.

## Karriere
Jack Cox spielte anfangs bei den Amateurclubs South Shore Standard und South Shore FC, bevor er 1897 zum FC Blackpool in die Football League Second Division, die damals zweithöchste Spielklasse Englands, wechselte. Nachdem der Mittelfeldspieler, der sowohl auf der linken als auch auf der rechten Außenbahn spielten konnte, dort in 17 Ligaspielen zwölf Tore erzielte, wurde er im Februar 1898 vom FC Liverpool verpflichtet, wo er den Höhepunkt seiner Karriere erlebte. In der Saison 1900/01 trug er mit zehn Treffern zum ersten Meistertitel der Reds bei.
Auch nachdem Liverpool drei Jahre später aus der ersten Liga abgestiegen war, blieb er dem Verein treu, was mit dem direkten Wiederaufstieg und einem zweiten Meistertitel in den darauffolgenden zwei Jahren belohnt wurde. Er blieb noch bis 1909 beim FC Liverpool und absolvierte insgesamt 361 Spiele in der Liga und im FA Cup, in denen er 79 Tore erzielte. Danach ging er zurück zum FC Blackpool, wo er die Funktion eines Spielertrainers ausübte. 1911 beendete er dann seine Karriere, in der er außerdem drei Einsätze in der Nationalmannschaft verbuchen konnte.